# Lügende Lippen (1921)
Lügende Lippen (Originaltitel: Lying Lips) ist ein US-amerikanisches Stummfilmdrama aus dem Jahr 1921 von John Griffith Wray mit House Peters sr. und Florence Vidor in den Hauptrollen. Das Drehbuch basiert auf dem Roman The Magic Life von May Edginton.

## Handlung
Bis zu ihrer Verlobung mit dem reichen William Chase besucht die englische Aristokratin Nancy Abbott Kanada. Dort verliebt sie sich in den Rancher Blair Cornwall, weist ihn jedoch letztendlich wegen seines Mangels an Reichtum und Kultur zurück. Nancy segelt nach England, Blair reist im Zwischendeck mit. Als das Schiff durch eine Mine versenkt wird, retten sich Nancy und Blair auf ein Wrackstück. 
In einem Moment des Schreckens schwört Nancy ihre Liebe, bis ein Schiff gesichtet wird und sie Blair erneut zurückweist. Nach der Landung in England weist Blair Nancy wegen ihrer selbstsüchtigen, wankelmütigen Natur ab. Nancy bricht jedoch bei ihrer Hochzeit zusammen und erklärt, dass sie einen anderen Mann liebt. Als Blair im Begriff ist, nach Australien abzureisen, sind er und Nancy wieder vereint.

## Hintergrund
Die Romanverfilmung wurde am 28. August 1920 unter demselben Titel wie der Roman angekündigt. Die Produktion begann im September 1920 in den Studios von Thomas Harper Ince in Culver City. Am 2. Oktober 1920 wurde vermerkt, dass der Film der zweite war, für den die Hauptdarstellerin Florence Vidor von ihrem Ehemann, dem Regisseur und Produzenten King Vidor, an Ince ausgeliehen worden war.
Eine Woche später, am 9. Oktober 1920, wurde berichtet, dass Szenen mit einem Blizzard und einer Fuchsjagd fertiggestellt worden seien. Für Letztere musste eine Hundemeute aus San Francisco beschafft werden. Lying Lips wurde am 13. November 1920 als offizieller Titel des Films bekannt gegeben. Der Originalroman wurde fälschlicherweise als The Novel Life bezeichnet.
In mehreren Presseartikeln im November und Dezember 1920 wurde von den Dreharbeiten zu einer Schiffsuntergangsszene im Hafen von San Pedro berichtet. Die Dreharbeiten fanden an Bord der SS Governor statt und enthielten eine Szene, in der eine Gruppe Menschen versucht, in Rettungsbooten zu fliehen. Die mehreren hundert Statisten sollen um ihre Sicherheit gefürchtet haben, als die Boote ungleichmäßig zu Wasser gelassen wurden. Im Hafen wurde ein gewaltiger Schiffsrumpf errichtet, der am 8. November 1920 von dem Schlachtschiff USS Minneapolis der US-Marine zerstört wurde. 
In der gleichen Nacht übernahm Ince vorübergehend die Regie von John Griffith Wray und inszenierte eine Sturmsequenz mit Hilfe von Windmaschinen, Blitzprojektoren und einer Flotte von Feuerlöschbooten. Eine andere Szene, die im Studio gedreht wurde, zeigte einen Tanz an Bord eines Schiffes mit „König Neptun und seinem Hofstaat aus verführerischen Meerjungfrauen und Wassernymphen“. Berichten zufolge teilte sich Ince in den letzten Produktionstagen die Regie mit Wray. Es wurde geschätzt, dass die Wasserszenen im Laufe einer Woche fertiggestellt wurden. 
Ince gab den Abschluss der Hauptdreharbeiten am 22. November 1920 bekannt. Eine nationale Werbekampagne hatte bereits Anfang des Monats begonnen. Eine Woche später wurde berichtet, dass der Publizist und zukünftige Filmemacher Hunt Stromberg ab dem 25. Dezember 1920 eine Werbetour für den Film planen würde.
Am 26. Februar 1921 wurde vermerkt, dass bei der Uraufführung in Los Angeles Orchester- und Orgelinterpretationen eines nach dem Film benannten Titelsongs von King Vidor und Verne Elliott gespielt wurden. Am 26. März 1921 wurde berichtet, dass Florence und King Vidor die Premiere in New York City besuchten. Am 19. Februar 1921 hieß es, die Premiere in Providence habe einen neuen Kassenrekord aufgestellt.  
Am 4. April 1921 wurde bekannt gegeben, dass Fred B. Warren, ehemaliger Geschäftsführer des Vertriebsunternehmens „Associated Producers“, das Unternehmen auf 100.000 Dollar (2024: fast 1,75 Millionen Dollar) an nicht ausgezahlten Vergütungen verklagte. Warrens Aussage ergab, dass der Film in der Woche vom 13. März 1921 270.096,20 Dollar Gewinn machte (2024: fast 4,8 Millionen Dollar).

## Veröffentlichung
Die Premiere des Films fand am 30. Januar 1921 statt. In Österreich kam er am 6. März 1925 in die Kinos.

## Kritiken
Der Kritiker der The New York Times beschrieb den Film als ein Melodram von beachtlicher bildlicher Qualität und einer gewissen Logik, wenn auch wenig Originalität. Mr. Ince habe viele bewährte Theaterzutaten verwendet, sie aber so geschickt gemischt, dass seine Produktion wahrscheinlich realistischer erscheine als sie ist.